# Andrej Mohar (novinar)
Andrej (Andreas) Mohar, koroški slovenski novinar in urednik, * 26. februar 1957, Celovec, † 13. april 2024, Celovec.

## Življenje in delo
Maturiral je leta 1975 na slovenski gimnaziji v Celovcu. Kot dijak je urejal dijaško glasilo Rilec, objavljal v njem in v Kladivu, Bil je tudi urednik pri komunističnem dnevniku Volkswille, sodeloval je pri Slovenskem vestniku in bil soizdajatelj časopisa Zvon. Pri ORF je bil od 1991 urednik slovenskega programa in od leta 2000 prvi urednik slovenskih spletnih strani. Urejal je dvojezične spletne strani občin Bilčovs in Sele, prispevke iz Avstrije na portalu MMC Slovenija in presojal spletne projekte Urada za Slovence v zamejstvu in po svetu. Upokojil se je predčasno leta 2014. Bil je v vodstvu Zveze koroških partizanov, Društva Peršman in slovenskega prosvetnega društva Bilka v Bilčovsu.